# Karsten Tadda
Karsten Anselm Tadda (Bamberga, 2 novembre 1988) è un cestista tedesco.

## Carriera
Con la Germania ha disputato tre edizioni dei Campionati europei (2013, 2015, 2017).

## Palmarès
- Basketball Champions League: 1

Bonn: 2022-23
- Campionato tedesco: 5

Brose Bamberg: 2009-10, 2010-11, 2011-12, 2012-13, 2014-15
- Coppa di Germania: 3

Brose Bamberg: 2010, 2011, 2012
- Supercoppa tedesca: 3

Brose Bamberg: 2010, 2011, 2012